# Warrenton Training Center
Le Warrenton Training Center (WTC) est un complexe de communication classifié du gouvernement des États-Unis situé dans l'État de Virginie. Fondée en 1951, il comprend quatre stations distinctes situées dans les comtés de Fauquier et de Culpeper.
Le WTC remplit plusieurs rôles, notamment en tant que centre de renseignement d'origine électromagnétique, station de nombres et laboratoire de communications de la CIA. Le centre abrite également au moins un bunker souterrain de "relocalisation" qui sert les objectifs du gouvernement américain en matière de continuité du gouvernement. Il abrite également une école de formation en matière de communications et de renseignement électromagnétique pour divers ministères et organismes fédéraux, notamment la CIA, la National Security Agency (NSA), le département de la Défense et le département d'État. En outre, il s'agit d'une installation de relais pour le Diplomatic Telecommunications Service du département d'État. L’armée de terre des États-Unis administre le WTC au nom du gouvernement des États-Unis.

## Historique
Le centre de formation de Warrenton a été créé le 1er juin 1951 dans le cadre du "Federal Relocation Arc", constitué de bunkers souterrains endurcis conçus pour assurer la continuité du gouvernement en cas d'attaque nucléaire contre Washington, D.C,. Le centre a apparemment été désigné pour la formation à la communication au sein du département de la Défense. Le budget de l'exercice 1955 de la CIA indiquait les dépenses du Centre de formation de Warrenton.
Initialement, l'armée des États-Unis était l'agent exécutif chargé de l'administration et de la gestion du centre pour le compte du Département de la défense. En 1973, le centre a été transféré au département de l'Armée sous l'administration de sa branche du renseignement d'origine électromagnétique, la United States Army Security Agency (en), subordonnée à la NSA; la base fut alors renommée U.S. Army Training Group, Warrenton Training Center. En 1982, le centre a retrouvé son nom d'origine et est passé sous le contrôle du Département de la défense. L'Armée a été désignée agent exécutif de l'administration pour le compte du National Communications System (en) (NCS).
Sous le NCS (dissous et fonctions transférées au département de la Sécurité intérieure des États-Unis en 2012), le centre est mandaté pour assurer la communication avec le gouvernement fédéral en toutes circonstances, y compris une attaque nucléaire. Ses soutes souterraines abritent une infrastructure de communication qui dessert la plupart des grands ministères fédéraux En 2002, la Brookings Institution a répertorié un "bunker de relocalisation" non spécifié du WTC en tant qu’installation dotée de propulsion nucléaire, d'armes nucléaires ou liées à l’armement.
La CIA utilise le centre de formation de Warrenton comme centre de communication depuis les années 1950 Les amateurs de radio à ondes courtes ont identifié des antennes du WTC diffusant des transmissions de renseignements suspectées,. En 1989, un porte-parole du WTC a reconnu que les stations "fonctionnent... pour communiquer avec des ambassades et pour des transmissions d'espionnage" aux agents de renseignement américains à Cuba et en Amérique centrale. En 1998, les laboratoires du WTC produiraient du matériel radio dissimulé utilisé pour envoyer et recevoir des communications, généralement sous la forme de meubles.
En 1986, le KGB a jeté les enquêteurs américains hors de la piste de la taupe soviétique Aldrich Ames en construisant une diversion sophistiquée selon laquelle un officier de l'affaire soviétique avait annoncé à un contact de la CIA que la taupe était stationnée au centre de formation de Warrenton. Ames était basé à Rome à l'époque. Les chasseurs de taupes américains ont enquêté sur 90 employés de WTC pendant près d'un an et ont identifié dix suspects, l'enquêteur principal a noté qu'"il y a tellement de personnalités problématiques que personne ne se démarque",.
WTC a continué de jouer le rôle d’installation de formation en matière de communication pour divers organismes gouvernementaux, notamment la CIA, la NSA, le Département de la défense et le Foreign Service Institute (en) du Département des États,,. En 1995, un ancien employé de la NSA a déclaré à The Baltimore Sun que la formation en communication du WTC comprenait l’écoute des appels téléphoniques de citoyens américains, en utilisant une faille du Foreign Intelligence Surveillance Act de 1978 qui autorisait l’écoute domestique tant que les bandes étaient détruites immédiatement.
En avril 2013, les représentants de Dominion Virginia Power ont indiqué que les projets d'extension des installations de WTC avaient accéléré le besoin de modernisation des lignes de transport d'électricité dans la région,, et en novembre 2015, Vadata, une filiale d'Amazon, a annoncé son intention de construire un centre de données du Département de la défense, pour un coût d'environ 200 millions de dollars. Le centre répond à une exigence du gouvernement fédéral voulant que l'infrastructure en cloud soit entièrement séparée du cloud public,.

## Sites
Le centre de formation de Warrenton est réparti sur quatre installations distinctes dans deux comtés différents. Les stations A, B et C sont situées dans le comté de Fauquier, tandis que la station D est située dans le comté de Culpeper.
La station A, près de Warrenton, est un complexe administratif, de formation et résidentiel. Les nombreuses structures sur le site incluent des immeubles résidentiels et des immeubles de bureaux La station A est utilisée comme centre de formation par plusieurs organismes, notamment le département d'État, la direction du renseignement de la CIA et la direction du soutien de la CIA.
La station B, également près de Warrenton, abrite le siège du WTC et, avec ses 140 hectares, est la plus grande des quatre installations. Il se compose de plusieurs bâtiments de plusieurs étages dissimulés au sommet de la très boisée View Tree Mountain, ainsi que de bunkers souterrains abritant une infrastructure de communication,,. Les opérations de la station B comprennent un laboratoire de communications, un centre de formation en communication, des zones de tests électroniques et la section maintenance des équipements,. Cette installation est située sur un câble à fibres optiques reliant les stations C et D, et qui relie également le WTC à d’autres installations situées dans la région de Washington, par exemple la tour de communication Tysons Corner. La station B abrite également le centre de conférence Brushwood, construit dans les années 1990. L’Environmental Protection Agency des États-Unis a classé la station B parmi les sites Superfund en raison de la présence d’un site d’enfouissement inactif et de deux fosses à produits chimiques qui ont rejeté du trichloréthylène dans des puits d’eau potable résidentiels à proximité.
La station C était autrefois une station de nombres de la CIA, qui transmettait des signaux codés aux ambassades américaines à l’étranger et aux agents du renseignement sur le terrain,,. Les transmissions comportaient une voix féminine, surnommée "Cynthia" par des radio-amateurs, qui récitait des groupes de nombres en anglais. Les transmissions ont été entendues pour la dernière fois en 2003.
La station D, également connue sous le nom de Brandy Station en raison de sa proximité avec la communauté du même nom, est le principal centre récepteur haute fréquence du Bureau des communications de la CIA et héberge également diverses installations terrestres de communications par satellite La station D est également un centre de relais régional principal du Diplomatic Telecommunications Service du département d’État, un système de réseaux intégrés sécurisés qui soutient les ministères et les agences gouvernementales américaines opérant à partir de missions diplomatiques et de consulats en dehors des États-Unis,.

### Emplacement des installations
- Station A: 1,8 km SO de Warrenton (38° 42′ 14″ N, 77° 48′ 40″ O)
- Station B: 3,9 km NO de Warrenton (38° 44′ 01″ N, 77° 49′ 47″ O)
- Station C: 2,6 km SE de Remington (38° 31′ 10″ N, 77° 47′ 07″ O)
- Station D: 5,1 km NO de Lignum
(38° 27′ 33″ N, 77° 50′ 55″ O)